# روب كروسبي
روب كروسبي (بالإنجليزية: Rob Crosby)‏ هو مغني ومغن مؤلف أمريكي، ولد في 25 أبريل 1954.

## وصلات خارجية
- الموقع الرسمي
- روب كروسبي على موقع ميوزك برينز (الإنجليزية)
- روب كروسبي على موقع ديسكوغز (الإنجليزية)